# Boglárka Kántor
Boglárka Kántor (n.  ?) este un deputat român, ales în 2024 din partea UDMR. 